# 本行寺 (横須賀市)

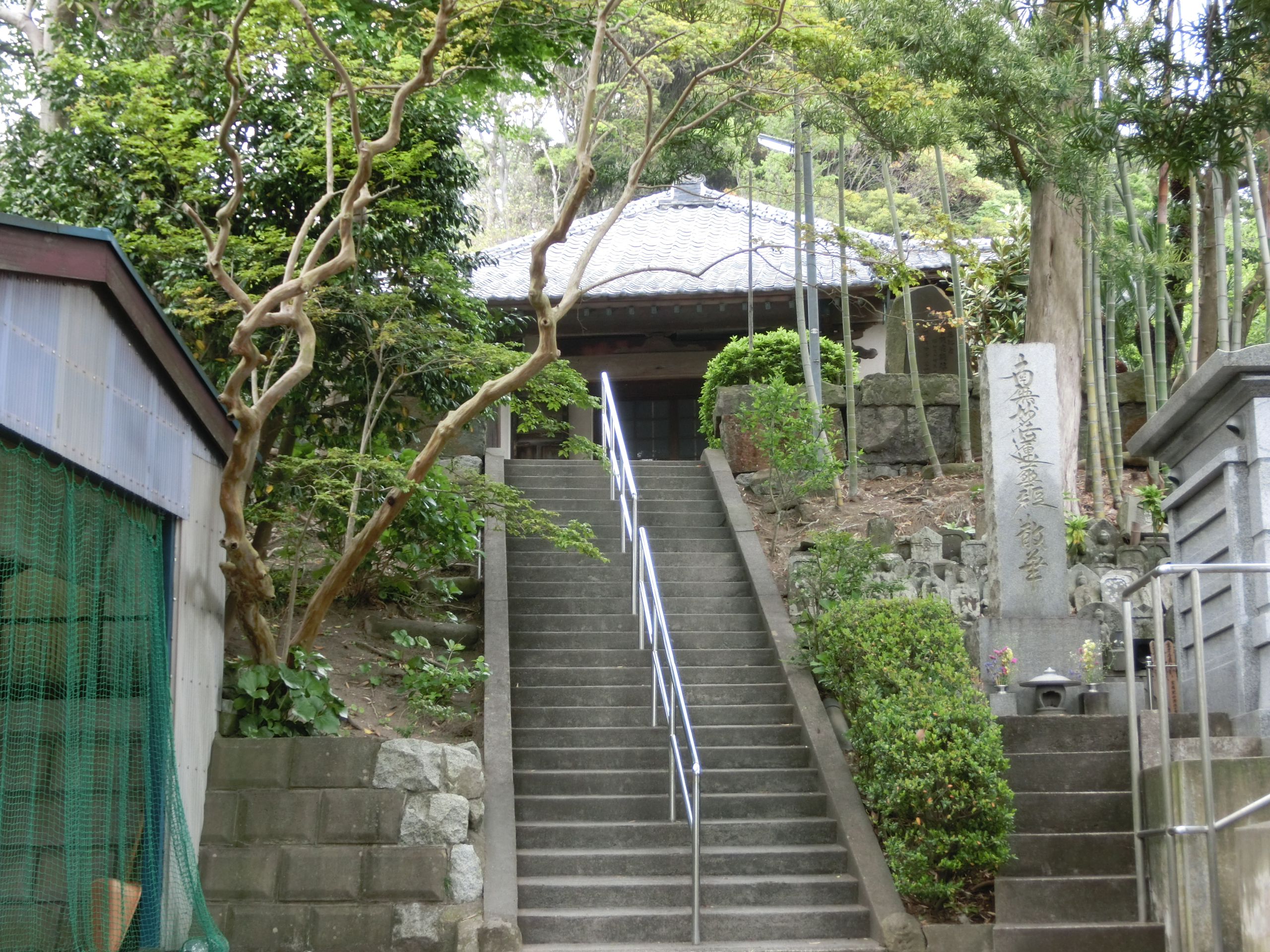
本行寺

本行寺（ほんぎょうじ）は、神奈川県横須賀市長沢にある日蓮宗の寺院。山号は南向山。旧本山は衣笠大明寺（六条門流）、奠師法縁（奠統会）。境内には多数の古い石仏がある。

## 歴史
永禄元年（1558年）、日咸が創建する。天明元年（1781年）現在地に移転。寛政8年（1796年）本堂が建立される。大正11年（1923年）関東大震災で諸堂が倒壊。現在の本堂は昭和50年（1975年）に再建されたもの。境内には八大竜王を祀る。

## 参考資料
- 日蓮宗寺院大鑑編集委員会『宗祖第七百遠忌記念出版 日蓮宗寺院大鑑』大本山池上本門寺 (1981年)
- 『北下浦の社寺めぐり』北下浦地域振興懇話会
- 「衣笠庄 長澤村 本行寺」『大日本地誌大系』 第40巻新編相模国風土記稿5巻之112村里部三浦郡巻之6、雄山閣、1932年8月。NDLJP:1179240/146。

座標: 北緯35度12分31.9秒 東経139度40分24.5秒 / 北緯35.208861度 東経139.673472度